# Erlach-Denkmal

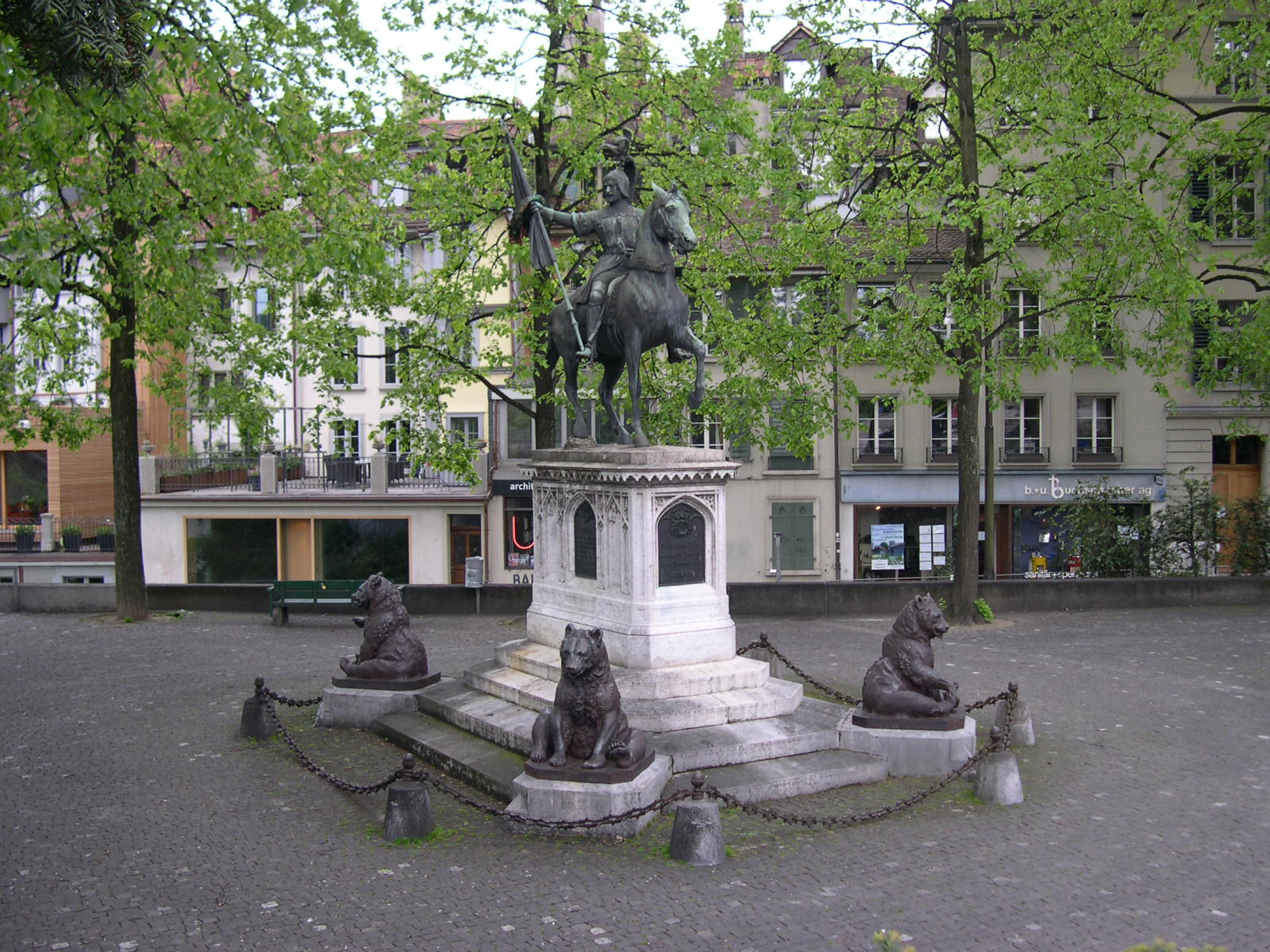
Das Erlach-Denkmal

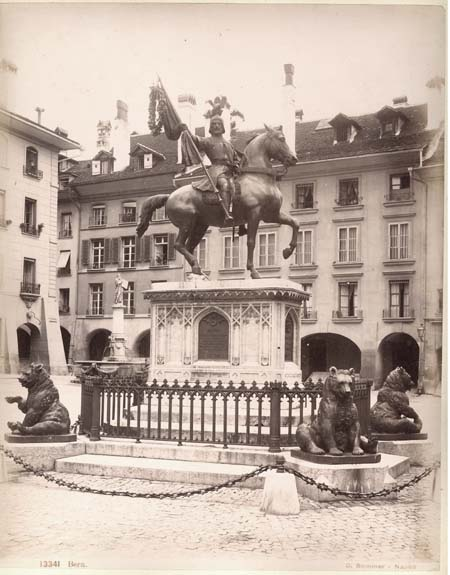
Das Erlach-Denkmal an seinem alten Standort auf dem Münsterplatz

Das Erlach-Denkmal in Bern ist ein Reiterstandbild von Rudolf von Erlach, dem legendären Sieger der Schlacht bei Laupen aus dem Geschlecht derer von Erlach.

## Geschichte
Das Denkmal wurde von Joseph Simon Volmar entworfen, vom Berner Architekten Gottfried Debler zusammen mit dem Solothurner Steinhauermeister Urs Bargetzi errichtet und am 12. Mai 1849 auf dem Berner Münsterplatz enthüllt. 1961 wurde es von dort entfernt und steht seit Juli 1969 an der Grabenpromenade gegenüber dem Berner Stadttheater.

## Beschreibung
Auf der Frontseite des Denkmalssockels steht: «Rudolf von Erlach, Sieger bei Laupen, den 21. Brachmonat 1339». An den beiden Längsseiten befindet sich je eine weitere Inschrift, und zwar vom Reiter aus gesehen rechts die folgende:
| Wo sind nun die fröhlichen Jünglinge, die täglich zu Bern geschmückt mit Blumen und mit Federbüschen die ersten sind an jedem Tanz? Drum stehet bei euch die Ehre der Stadt · Hier Bern, hier Erlach! |

Zur Linken des Reiters ist die zweite Inschrift angebracht:
| Ich werde nie vergessen, dass ich diesen Sieg dem Vertrauen meiner Mitbürger schuldig bin, und eurem heldenmüthigen Sinn, strenge handfeste geliebte Freunde und Nothhelfer aus den Waldstätten und von Solothurn, wenn unsere Nachkommen die Geschichte die- ser Schlacht hören, so werden sie gegen- seitige Freundschaft über alles achten, gleich wie an diesem Tag, in ihrem Gefahren und Kriegen werden sie bedenken, welcher Vorältern Kinder sie sind. |